# James S. Pula
James S. Pula (18 lutego 1946 w Tyce, New York) – amerykański historyk polskiego pochodzenia. 

## Życiorys
Zajmuje się dziejami XIX wieku oraz historią Polaków w Stanach Zjednoczonych. Jest autorem wielu książek i artykułów. Prezes Polish American Historical Association. Jest redaktorem pisma "Polish American Studies. A Journal of Polish American History and Culture".

## Wybrane publikacje
- United we stand : the role of Polish workers in the New York Mills Textile Strikes, 1912 and 1916, New York: Columbia University Press 1990.
- Polish democratic thought from the Renaissance to the Great Emigration : essays and documents, ed. with an introd. by M. B. Biskupski & James S. Pula, Boulder: East European Monographs - New York: Columbia Univ. Press 1990.
- Heart of the nation : Polish literature and culture, Vol. 3: Selected essays from the fiftieth anniversary International Congress of the Polish Institute of Arts and Sciences of America, ed. by James S. Pula & M. B. Biskupski; with an introd. Thomas J. Napierkowski, Boulder, Colo.: East European Monographs 1993.
- Thaddeus Kościuszko : the purest son of liberty, New York: Hippocrene Books 1999.
- Engineering American independence: Tadeusz Kościuszko's role in the Northern campaign, New Britain, CT: Polish Studies Program Central Connecticut State University 2000.
- The origins of modern Polish democracy, ed. by M. B. B. Biskupski, James S. Pula, Piotr J. Wróbel, Athens: Ohio University Press 2010.
- The Polish American encyclopedia, gen. ed.: James S. Pula, Jefferson, N.C. - London: McFarland 2011.